# Schazk (Russland)
Schazk (russisch Шацк) ist eine Kleinstadt in der Oblast Rjasan (Russland) mit 6561 Einwohnern (Stand 14. Oktober 2010).

## Geografie
Die Stadt liegt etwa 200 km südöstlich der Oblasthauptstadt Rjasan an der Schatscha, einem linken Nebenfluss der Zna im Flusssystem der Wolga.
Schazk ist Verwaltungszentrum des nach ihm benannten Rajons Schazki.

## Geschichte
Der Ort wurde 1553 als befestigter Militärposten an der damaligen Südostgrenze des russischen Staates errichtet und war Teil der nach Fluss und Ort benannten Verteidigungslinie (Schazkaja sasseka). Zunächst nannte sich der Ort Schazki Gorodok (Schatscha-Städtchen nach dem Fluss; Bezeichnung finno-ugrischer Herkunft).
1774 erhoben sich die Bewohner des Ortes während des Pugatschow-Aufstandes auf Seiten der Bauern.
1779 wurde das Stadtrecht als Verwaltungszentrum eines Kreises (Ujesds) des Gouvernements Tambow verliehen.
Im 18. und 19. Jahrhundert war die Stadt wichtiges Handelszentrum für Hanfstoffe, verlor seine wirtschaftliche Bedeutung jedoch in Folge, wodurch sich die Bevölkerungszahl im Verlauf des 20. Jahrhunderts halbierte.
1923 kam Schazk zum Gouvernement Rjasan, aus welchem später die Oblast hervorging.

### Bevölkerungsentwicklung
| Jahr | Einwohner |
| ---- | --------- |
| 1897 | 13.840    |
| 1926 | 15.100    |
| 1939 | 5.020     |
| 1959 | 5.722     |
| 1970 | 8.007     |
| 1979 | 7.563     |
| 1989 | 8.181     |
| 2002 | 7.563     |
| 2010 | 6.561     |

Anmerkung: Volkszählungsdaten (1926 gerundet)

## Kultur und Sehenswürdigkeiten

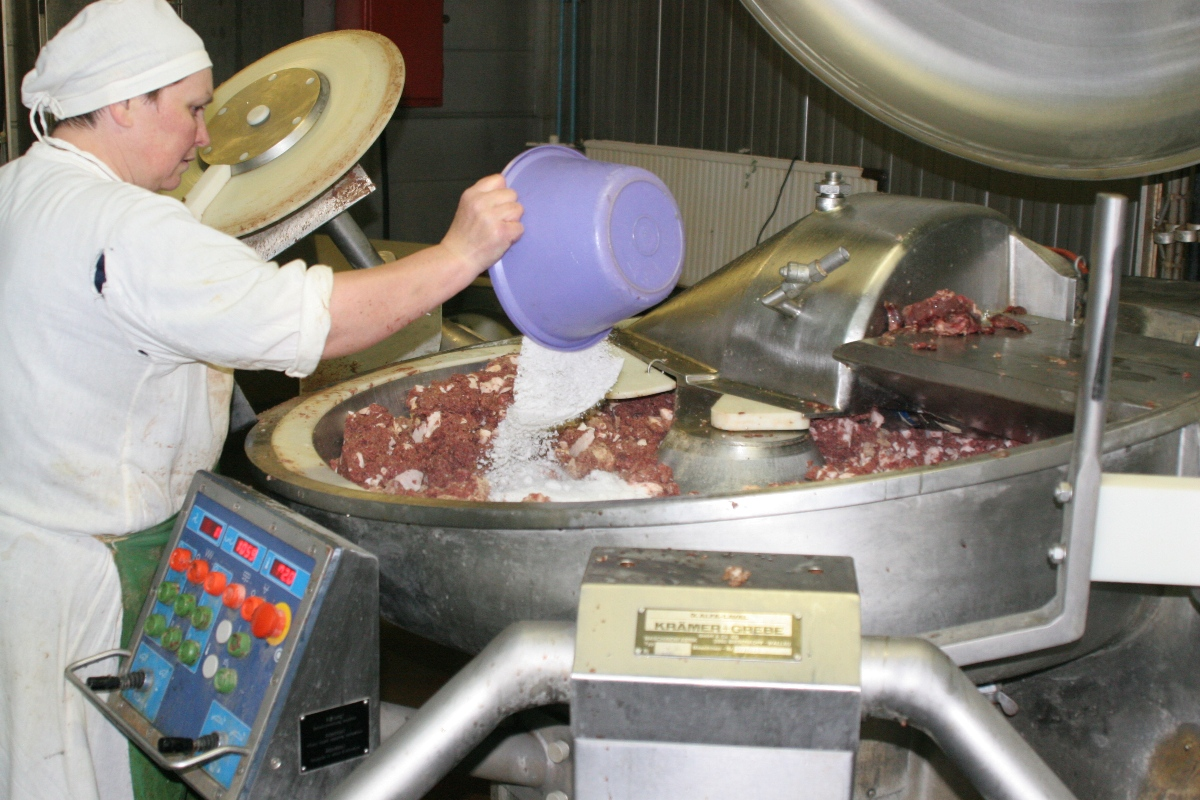
In der Schazker Fleischwarenfabrik

Im 18 Kilometer von Schazk entfernten Dorf Starotschernejewo liegt das Ensemble des Tschernejewer Nikolai-Klosters (Чернеево-Никольский монастырь/Tschernejewo-Nikolski monastyr) aus dem 17. bis 19. Jahrhundert.
Im Dorf Schelannoje befindet sich seit 1968 ein Heimatmuseum des Rajons Schazk.

## Wirtschaft und Infrastruktur
In Schazk gibt es Betriebe der Textil- und Lebensmittelindustrie (fleischverarbeitender Betrieb Schazkmjaso). In der Nähe befindet sich der Kalksteinbruch Jambirnski.
Nächstgelegene Bahnstation ist das gut 30 Kilometer entfernte Nischnemalzewo an der Strecke Moskau–Rjasan–Rusajewka–Sysran.
Durch Schazk führt die Fernstraße M5 Moskau–Rjasan–Samara–Tscheljabinsk, von welcher hier die A143 über Morschansk nach Tambow sowie die Regionalstraße R124 nach Kassimow abzweigen.

## Persönlichkeiten
- Pawel Merlin (1769–1841), Militär, Generalmajor
- Pawel Latschinow (1837–1891), Chemiker
- Wladimir Menner (1905–1989), Paläontologe und Geologe
- Alexander Gridinski (1921–1944), Militär
- Juri Kurlin (1921–2018), Testpilot[2]
- Gennadi Bogatschew (* 1945), Film- und Theaterschauspieler